# Oltar u kršćanstvu
Oltar  (latinski altare: žrtvenik), u kršćanstvu stol na kojem se prinosi euharistijska žrtva, i za kojim se drži misa. Oltar je, po kršćanskom vjerovanju, stol Gospodnji.
U trenutku početka mise, oltar je središte vjerničke pozornosti, jer je, po kršćanskom vjerovanju, Krist na oltaru, te svi nakloni za vrijeme mise rade isključivo prema oltaru a ne svetohraništu.
Kod kršćanskog oltara važni su menza, pregrada, pala, zavjesa, slika, oltarnik, retabl, predela, antependij, antimenzij (kod Ist. Crkve) i dr.
U povijesti je bio raznih oblika. U početcima Crkve bio je to obični kućni stol koji se moglo micati i bio je obično od drva. Čest motiv na freskama u katakombama je tronogi stolić (tribadion) s okruglom pločom. Na Istoku je zadržao oblik četvorine i naziv stol (grčki τράπεζα Κυρίου: stol Gospodnji) i bio je odijeljen od ostaloga dijela crkve oslikanim ikonostasom. Na Zapadu je neprekidno mijenjao svoj oblik i mjesto unutar crkvene zgrade. Nakon Drugoga vatikanskoga koncila u Katoličkoj Crkvi oltar se stavlja prema sredini crkve i svećenik služi misu okrenut puku.